# Lifted
Lifted (br: Quase Abduzido, pt: Rapinado) é um filme de curta-metragem de animação feito em 2006 pela Pixar Animation Studios, distribuido pela Walt Disney Pictures e dirigido por Gary Rydstrom. Este curta pode ser assistido como bônus no DVD do filme Ratatouille ou no DVD Pixar Short Films Collection - Volume 1.
Foi exibido no 42º Festival Internacional de Filmes em Chicago.

## Sinopse
A história se passa à noite em uma fazenda, e envolve um atrapalhado estudante alienígena chamado Stu, que está fazendo um teste de abdução com o seu rabugento professor chamado Sr. B. No teste, Stu precisa abduzir um humano (um fazendeiro que dorme profundamente) ou será reprovado. A tarefa se torna difícil, pois os botões do painel de controle da nave são todos iguais, dificultando descobrir a função de cada um.
Após Stu fazer vários estragos, Sr. B resolve tudo em uma questão de segundos: apenas mexendo nos botões do painel de controle, ele consegue colocar tudo no lugar onde estava, para quando o fazendeiro acordar, este não suspeitar da visita dos alienígenas. No final, antes dos alienígenas irem embora do planeta Terra, Sr. B dá mais uma chance à Stu, deixando-o pilotar o disco-voador. Logicamente, Stu faz uma besteira e destrói a casa do fazendeiro e tudo ao redor. Os alíenígenas vão embora do planeta Terra, deixando tudo destruído.
Mesmo após toda essa confusão causada pelo atrapalhado Stu, o fazendeiro não acordou, e continuou dormindo profundamente.

## Curiosidades
- Foi exibido nos cinemas junto com o filme Ratatouille.[3]
- O painel de controle da nave foi inspirado em um mixer.[4]
- Há exatamente 2.000 botões no painel de controle da nave.
- Nos créditos finais, podemos ouvir o despertador tocar, o fazendeiro acordar, e este gritar pois caiu no buraco que a nave deixou ao redor da cama dele. (o grito é o Wilhelm scream, um efeito sonoro-padrão usado em diversos filmes)
- O dublador de Stu é o cachorro de estimação de Gary Rydstrom, o diretor do curta.
- Lifted foi inspirado em Contatos Imediatos de terceiro Grau
- Embaixo da cama de Ernie está Tinny, de Tin Toy.
- Ernie é bastante parecido com Linguini de Ratatouille

## Premiações
Lifted recebeu uma indicação ao Oscar na categoria de Melhor Curta Animado em 2007, mas perdeu para para o curta-metragem The Danish Poet.
| Oscar         | Foi indicado a 1 Oscar (Melhor Curta Animado, 2007) |
| Annie Award   | Nenhum                                              |
| Grammy Award  | Nenhum                                              |
| Globo de Ouro | Nenhum                                              |
| Outros        | Nenhum                                              |